# 大專運動績優生
大專運動績優生是台湾的一種學生身分，也稱為體資生。入學方式依據教育部頒布之中等以上學校運動成績優良學生升學輔導辦法第十九條實施，各大專院校得以獨立招生方式讓不同運動專長者入學，招生規定由各校擬定，報教育部核定，其名額應納入當學年度教育部核定招生名額內。各大專院校招收運動績優生，可與一般生交流並提升校內運動風氣。

## 入學管道
體資生以獨招方式入學，以國立交通大學為例，先參考大學學科能力測驗成績，並舉行術科考試入學，運作時間多半訂於大學個人申請入學第一階段放榜之前。
體保生則是以聯招的方式入學，不需參加全台灣一般高中生的學力測驗。

## 身分
擁有運動績優生身分者，在校內擁有若干優於一般生之修業規定，但也同時擁有必須參加校隊之義務。

## 學校
輔仁大學、義守大學、國立交通大學、國立台灣師範大學等等。

## 運動項目與代碼
001 籃球 002 排球 003 網球 004 軟式網球 005 羽球
006 棒球 007 壘球 008 桌球 009 足球 010 橄欖球
011 高爾夫 012 合球 013 手球 014 撞球 015 木球
016 曲棍球 017 保齡球 018 槌球 019 柔道 020 空手道
021 跆拳道 022 拳擊 023 國術 024 武術 025 太極拳
026 角力 027 劍道 028 擊劍 029 射箭 030 射擊
031 游泳 032 跳水 033 水球 034 水上芭蕾 035 划船
036 輕艇 037 帆船 038 龍舟 039 田徑 040 攀岩
041 自由車 042 滑輪溜冰 043 滑水 044 直排輪曲棍球 045 拔河
046 體操 047 有氧競技體操 048 運動舞蹈 049 競技啦啦隊 050 鐵人三項
051 現代五項 052 民俗運動 053 舉重 054 健力 055 健美
056 合氣道 057 巧固球 058 壁球 059 馬術 060 競速滑冰
061 花式滑冰 062 短道滑冰 063 冬季兩項 064 雪車 065 雪橇
066 俯臥雪橇 067 冰上曲棍球 068 阿爾卑斯式滑雪 069 自由式滑雪 070 北歐混合式滑雪
071 越野滑雪 072 滑雪跳躍 073 雪板(滑板滑雪) 074 冰上石壼 075 沙灘排球
076 韻律體操 077 拳球(浮士德球) 078 短柄牆球 079 水上救生 080 艇球(輕艇水球)
081 飛行運動 082 滾球 083 定向越野 084 蹼泳 085 相撲
086 柔術 087 原野射箭 088 飛盤 089 西洋棋 090 圍棋
091 象棋 092 卡巴迪 093 藤球 094 極限運動 095 沙灘手球
096 慢速壘球 097 室內曲棍球 098 3 對 3 籃球 099 五人制足球 100 電子競技
101 龍獅運動

## 相關比賽制度
入學後即擁有運動績優生身分，在大專體總舉辦的各項比賽中限制不能報名為一般組之選手。

## 相關新聞及專訪
體資生 看不見的努力（页面存档备份，存于）